# 1971年印度尼西亞立法選舉
印度尼西亞（印尼）在1971年7月3日舉行立法選舉，這場選舉既是印尼自獨立以來舉行的第二次立法選舉，也是當地在新秩序時期舉行的第一次立法選舉。參與本次選舉的政黨共有10個，當中包括功能團體專業集團聯合秘書處（專業集團）和9個政黨。

## 背景

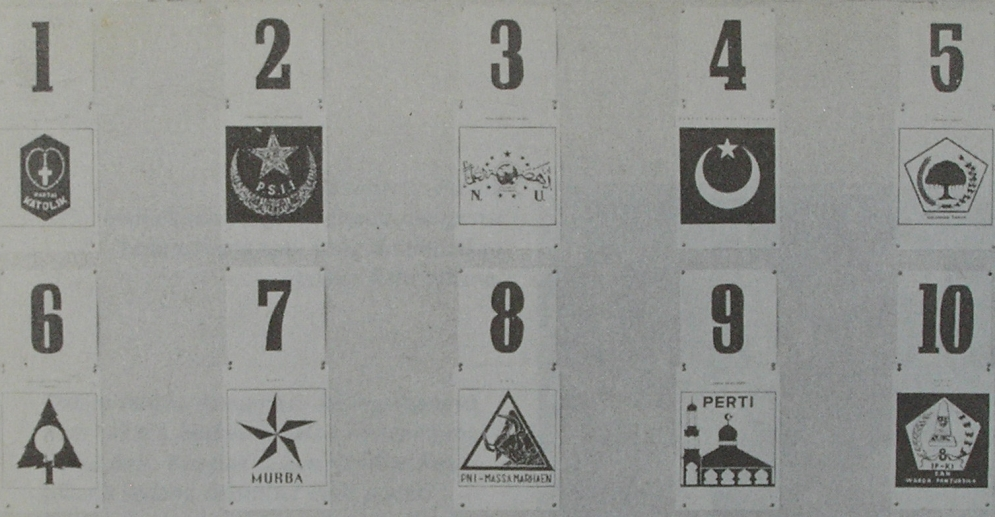
本屆選舉各參選政黨的徽號和印上選票的編號

1965年至1967年的新秩序過渡時期結束後，得到印尼軍方支持的新秩序政權便宣佈專業集團聯合秘書處（專業集團）將成為政府的政治工具，並強調專業集團不是政黨。按照原定計劃，來屆立法選舉必須在1968年7月5日或之前舉行，不過舉行選舉的限期最後卻延遲到1971年7月5日，這樣做是為了令兼任國家情報統籌局局長和特種作戰組（Opsus）首長的蘇哈托總統私人助理阿里·穆爾多波中將有足夠的時間把專業集團改造成一個有能力獲得立法機構大多數議員信任的組織。
新秩序政府一度沒有對外發布關於來屆選舉的消息，直至1968年10月22日，《希望之光》日報才刊登蘇哈托總統的聲明，表示政府已經開始為籌備選舉而作出必要的行動。由時任內政部長阿米爾·馬哈茂德領導的選舉局在1969年中成立，而在選票上代表10個參選政黨的編號和徽號則在1970年9月23日宣布。

## 政府操控

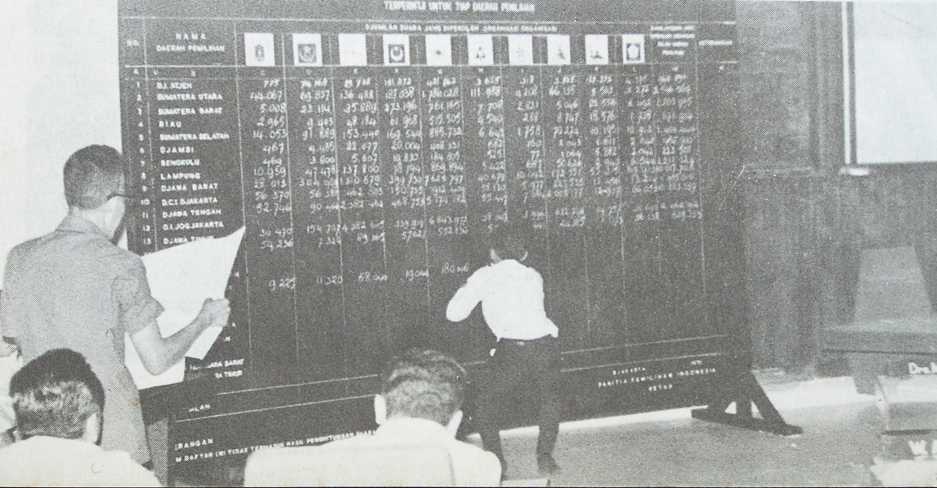
1971年8月2日印尼官員在內政部行動室點算各政黨所得票數的情形

政府操控了在1955年立法選舉中表現最好的兩個政黨——印度尼西亞民族黨和印度尼西亞穆斯林黨（其前身為在1960年被查封的馬斯友美黨），令這兩個政黨失去選民的信任，為專業集團削除獲勝的障礙。由於在當屆選舉中得票率排第四的印度尼西亞共產黨已經在1965年九·三〇流產政變過後被取締，因此伊斯蘭教士聯合會便成為剩下唯一一個能夠和專業集團匹敵的主要對手。
除了操控政黨，當局也成功強制公務員把票投給專業集團，並為地方官設定一個「限額」，要求他們動員足夠的民眾投票給專業集團。
1955年立法選舉採用的議席分配機制也有所改動。和1955年選舉一樣，在1971年選舉中，所有立法機構議席將按照各地方選區的選舉結果進行分配。議席將按照最大餘額法分配，總票數除以議席數目之後，當某參選政黨獲得的票數達到取得一席的餘額要求，該政黨則可獲得一席，如此類推。如果按照這個方法分配議席之後仍然有尚未分配的議席，議席則將按照各黨所獲票數的多寡次序而分配（名單上所有候選人當選者除外）。當多個政黨決定合併餘票（stembus accord）時，分配議席的辦法仍然相同。這樣做雖然可以令成功贏得國會議席的黨派變得更少，不過因此而浪費的選票數目也變得更多。

## 準備工作
本次選舉所需要的物資包括6,000噸紙張、6艘船隻、45,000輛機動車和793,036個可以鎖上的投票箱（鎖上投票箱的目的是為選票保密）。

## 選舉結果
| 政團                                                               | 得票       | %     | 席位 |
| ------------------------------------------------------------------ | ---------- | ----- | ---- |
| 專業集團聯合秘書處（Sekretariat Bersama Golongan Karya，Golkar）   | 34,348,673 | 62.80 | 236  |
| 伊斯蘭教士聯合會（Nahdatul Ulama，NU）                             | 10,213,650 | 18.67 | 58   |
| 印度尼西亞民族黨（Partai Nasional Indonesia，PNI）                 | 3,793,266  | 6.94  | 20   |
| 印尼穆斯林黨（Partai Muslimin Indonesia，Parmusi）                 | 2,930,746  | 5.36  | 24   |
| 印尼伊斯蘭聯盟黨（Partai Syarikat Islam Indonesia，PSII）          | 1,308,237  | 2.39  | 10   |
| 印尼基督教黨（Partai Kristen Indonesia，Parkindo）                 | 733,359    | 1.34  | 7    |
| 天主教黨（Partai Katolik）                                         | 603,740    | 1.10  | 3    |
| 伊斯兰教育联合会（Persatuan Tarbiah Islamiah，Perti）              | 381,309    | 0.69  | 2    |
| 印尼獨立擁護者聯盟（Ikatan Pendukung Kemerdekaan Indonesia，IPKI） | 388,403    | 0.62  | -    |
| 平民黨（Musyawarah Rakyat Banyak，Murba）                          | 48,126     | 0.09  | -    |
| 總計                                                               | 54,699,509 | 100%  | 360  |
| 來源：                                                             |            |       |      |

## 腳註
1. 1 2 3  Schwartz 1994，第32頁.
2. ↑  IPMI 1972，第61頁.
3. ↑  IPMI 1972，第77頁.
4. ↑  Ricklefs 2001，第360頁.
5. ↑  KPU 2000.
6. ↑  IPMI 1972，第79頁.
7. ↑  KPU 2014.